# Macrodes glaucineta
Macrodes glaucineta är en fjärilsart som beskrevs av Walker 1865. Macrodes glaucineta ingår i släktet Macrodes och familjen nattflyn. Inga underarter finns listade i Catalogue of Life.